# خورش قلیه‌میگو
قلیه میگو یکی از غذاهای سنتی و محبوب در آشپزی ایرانی، به‌ ویژه در مناطق جنوبی ایران مانند خوزستان و بوشهر است. این غذا نوعی خورش یا خوراک است که معمولاً با میگو، سبزیجات معطر، ادویه‌جات و تمر هندی تهیه می‌شود. قلیه میگو به دلیل طعم ترش و تند، عطر خاص و ارزش غذایی بالا، از جایگاه ویژه‌ای در فرهنگ غذایی این مناطق برخوردار است و اغلب در مهمانی های خانوادگی سرو می‌شود.
تاریخچه
ریشه قلیه به آشپزی سنتی جنوب ایران بازمی‌گردد، جایی که دسترسی به مواد دریایی مانند میگو، ماهی و خرچنگ فراوان است. این غذا تحت تأثیر فرهنگ‌های مختلف از جمله عربی، هندی و آفریقایی شکل گرفته است. استفاده از تمر هندی در قلیه میگو، نشان‌دهنده تأثیرات تجاری و فرهنگی در امتداد خلیج فارس است. قلیه میگو به‌عنوان بخشی از میراث غذایی ایران، در کنار قلیه ماهی و قلیه بامیه، از غذاهای شاخص این منطقه محسوب می‌شود.
مواد تشکیل‌دهنده
مواد اصلی قلیه میگو شامل موارد زیر است:
- میگوی تازه
- سبزیجات معطر شامل گشنیز و شنبلیله
- پیاز و سیر
- ادویه‌جات (زردچوبه، فلفل قرمز به مقدار زیاد)
- تمر هندی
- روغن، نمک
- گوجه‌فرنگی
- سیب زمینی